# 坎塔巴姆苏古达
坎塔巴姆苏古达（Kantabamsuguda），是印度安得拉邦Visakhapatnam县的一个城镇。总人口6126（2001年）。

## 人口
该地2001年总人口6126人，其中男性3441人，女性2685人；0—6岁人口604人，其中男305人，女299人；识字率81.57%，其中男性为89.04%，女性为71.99%。